# 第一次的离别
《第一次的离别》（英語：A First Farewell），2018年10月在中国大陆上映的剧情片，由王丽娜执导和编剧，秦晓宇监制，汪涵总策划，主演艾萨·亚森，凯丽比努尔·热合米图力。2018年10月29日在第31届东京国际电影节首映。

## 剧情
该片讲述新疆维吾尔自治区阿克苏地区沙雅县的维吾尔族男孩“艾萨”和青梅竹马的“凯丽”以及艾萨妈妈的故事。

## 演出
| 演员                  | 角色       | 备注 |
| 艾萨·亚森             | 艾萨       |      |
| 凯丽比努尔·热合米图力 | 凯丽       |      |
| 艾力乃孜·热合米图力   | 凯丽的弟弟 |      |
| 穆萨·亚森             | 艾萨的哥哥 |      |
| 亚森·卡斯木           | 艾萨的爸爸 |      |
| 乌古来木·苏吾尔       | 艾萨的妈妈 |      |
| 塔杰古丽·海麦尔       | 凯丽的妈妈 |      |
| 热合米图力·克然木     | 凯丽的爸爸 |      |
| 克然木·喀斯木         | 凯丽的爷爷 |      |

## 奖项
| 年份   | 颁奖礼                               | 奖项                             | 入围者                | 结果 | 备注  |
| ------ | ------------------------------------ | -------------------------------- | --------------------- | ---- | ----- |
| 2018年 | 第31届东京国际电影节                 | 亚洲未来单元最佳影片             | 《第一次的离别》      | 獲獎 | [ 4 ] |
| 2019年 | 第69届柏林国际电影节                 | 新生代单元国际评审团最佳影片奖   | 《第一次的离别》      | 獲獎 | [ 4 ] |
| 2019年 | 第43届香港国际电影节                 | 新秀电影竞赛单元最佳影片火鸟大奖 | 《第一次的离别》      | 獲獎 | [ 5 ] |
| 2019年 | 第32届中国电影金鸡奖                 | 最佳导演处女作                   | 王丽娜                | 提名 | [ 6 ] |
| 2019年 | 第32届中国电影金鸡奖                 | 最佳女配角                       | 凯丽比努尔·热合米图力 | 提名 | [ 6 ] |
| 2019年 | 第2届海南岛国际电影节                | 金椰奖最佳影片                   | 《第一次的离别》      | 提名 | [ 7 ] |
| 2019年 | 第2届海南岛国际电影节                | 金椰奖最佳导演                   | 王丽娜                | 獲獎 | [ 7 ] |
| 2024年 | 中国电影导演协会2020年至2023年度表彰 | 年度青年导演电影（2020年度）     | 王丽娜                | 提名 |       |

## 外部连接
- 豆瓣电影上《第一次的离别》的資料 （简体中文）
- 时光网上《第一次的离别》的資料（简体中文）
- 互联网电影数据库（IMDb）上《第一次的离别》的资料（英文）